# Sierra de Santa Cruz (Aragón)

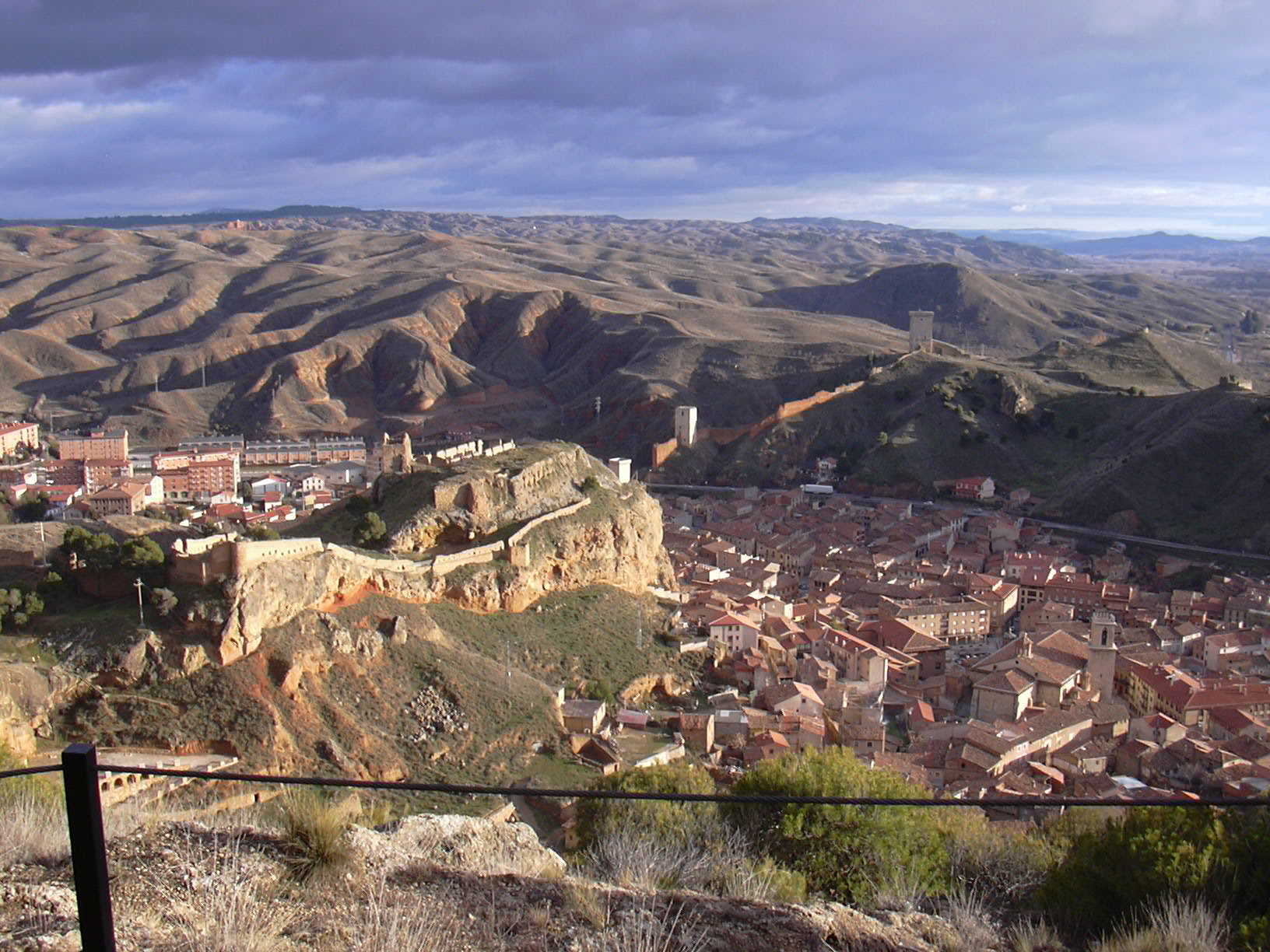
Daroca - Vista general.

Situada en la provincia de Zaragoza, en su mayoría en el término municipal de Used, es una sierra de origen tectónico de piedra caliza, con unos 700 metros de prominencia. Se tenía planeado la construcción de una estación de esquí, llamada estación de esquí de Santa Cruz.
Es ésta una pequeña cadena montañosa que cierra por el norte el altiplano de Gallocanta. Su máxima altura es el Pico de Santa Cruz, de 1423 metros. Entre otros picos de la sierra están La Almenara, La Muela y el Cerro del Verdugal.
- turismo.comarcadedaroca.com

- Datos: Q7511670
- Multimedia: Sierra de Santa Cruz / Q7511670